# Бук європейський (Старокостянтинівський район)
Бук європе́йський — ботанічна пам'ятка природи місцевого значення в Україні. Об'єкт природно-заповідного фонду Хмельницької області. 
Розташована в межах Старокостянтинівського району Хмельницької області, на південь від села Сковородки. 
Площа 0,5 га. Статус присвоєно згідно з рішенням облради від 25.12.1992 року № 7. Перебуває у віданні ДП «Старокостянтинівський лісгосп» (Сковородецьке л-во, кв. 14, вид. 33). 
Статус присвоєно для збереження частини лісового масиву з цінними насадженнями бука європейського. 